# FC Groningen
FC Groningen este un club de fotbal din Groningen, Țările de Jos, care evoluează în Prima Ligă Neerlandeză.

## Legături externe

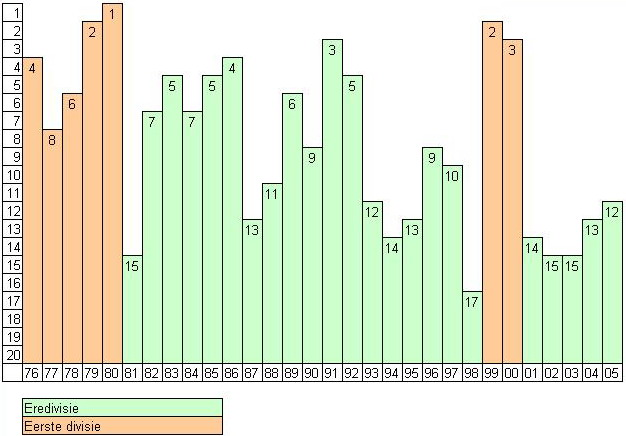
Poziții ocupate de FC Groningen în Eredivisie între 1976-2005

## Palmares
- Cupa Țărilor de Jos (1): 2014-2015